# Djebel Gorra
Ne doit pas être confondu avec Djebel Ghorra.
 (août 2018).
Si vous disposez d'ouvrages ou d'articles de référence ou si vous connaissez des sites web de qualité traitant du thème abordé ici, merci de compléter l'article en donnant les références utiles à sa vérifiabilité et en les liant à la section « Notes et références ».
Le djebel Gorra est un synclinal perché d'une dizaine de kilomètres de long environ sur un à quatre kilomètres de large.

## Géographie
Situé près de la petite ville tunisienne de Thibar, sur la route qui mène à Téboursouk, il est formé de couches de calcaire à nummulites qui reposent sur des marnes argileuses molles. Il est pratiquement dénudé et entouré de falaises de vingt à quarante mètres de hauteur.

## Archéologie

### Nécropole
À une altitude d'environ 850 mètres, une très vaste nécropole à dolmens s'étend sur l'extrémité nord-est du plateau du djebel Gorra, qui a lui-même une direction nord-est - sud-ouest. La nécropole présente deux à trois cents sépultures mégalithiques bien reconnaissables. Le champ de sépulture est divisé en trois parties : l'une d'elles, la plus importante, domine immédiatement Kouchbatia et ses cryptes ; la seconde est située sur le bord oriental du plateau ; la troisième, la plus étroite, forme une bande allongée suivant un banc de rochers qui limite un champ.
L'intérêt de ces dolmens réside surtout en ce qu'ils sont de formes assez variées : les uns sont de beaux spécimens du dolmen-type d'Afrique, les autres offrent certains dispositifs transitoires entre les formes de groupes situés dans le voisinage de la contrée.

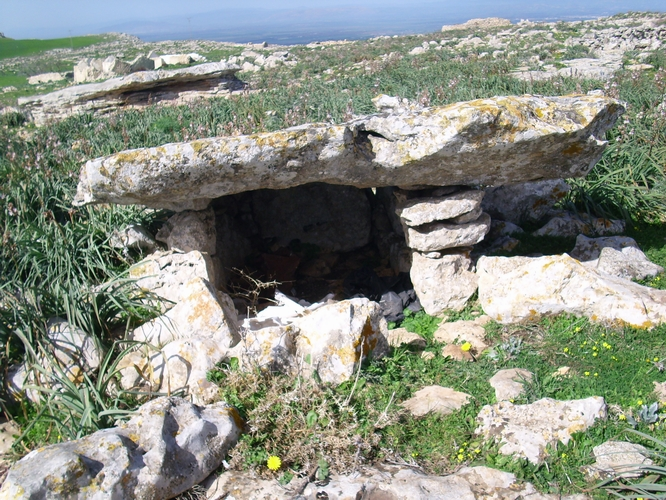
Dolmen du djebel Gorra.
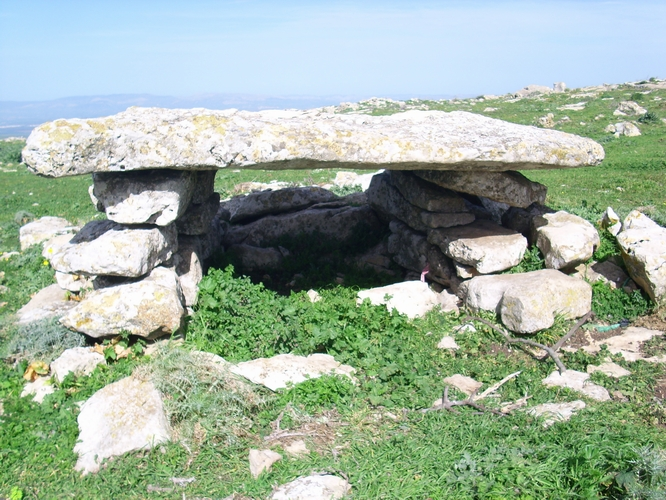
Dolmen du djebel Gorra.
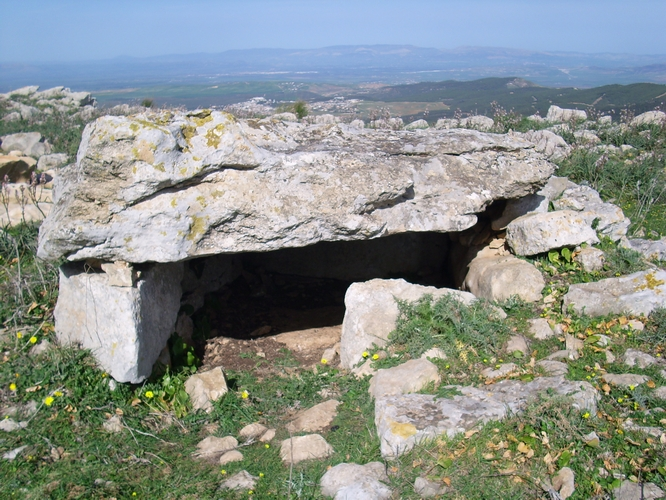
Dolmen du djebel Gorra.

### Site romain
Au pied du djebel Gorra, sur le versant nord-est, on rencontre les restes d'une ville romaine assez importante appelée Kouchbatia (Thimida Bure). Dans Découvertes épigraphiques et archéologiques faites en Tunisie, le docteur Louis Carton, qui a exploré cette région en 1895, écrit qu'« il y a à Kouch Batia deux portes, placées en enfilade, entre lesquelles devait fort probablement se trouver le forum, et, non loin d'elles, l'entrée d'un édifice d'un élégant linteau. Ces arcs sont très enfouis actuellement ».

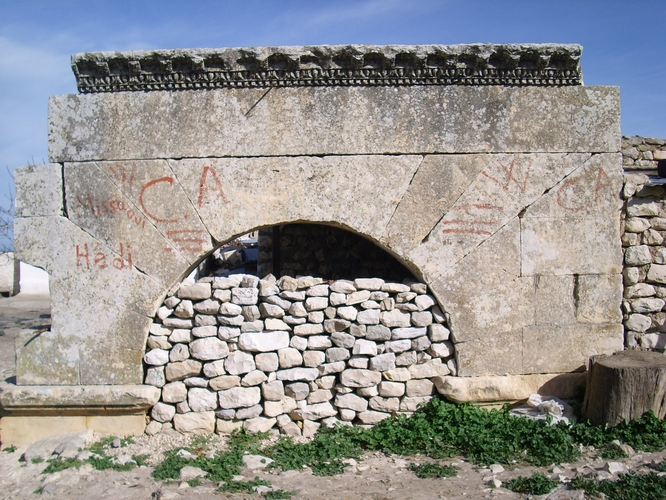
Arc de triomphe à Kouchbatia.
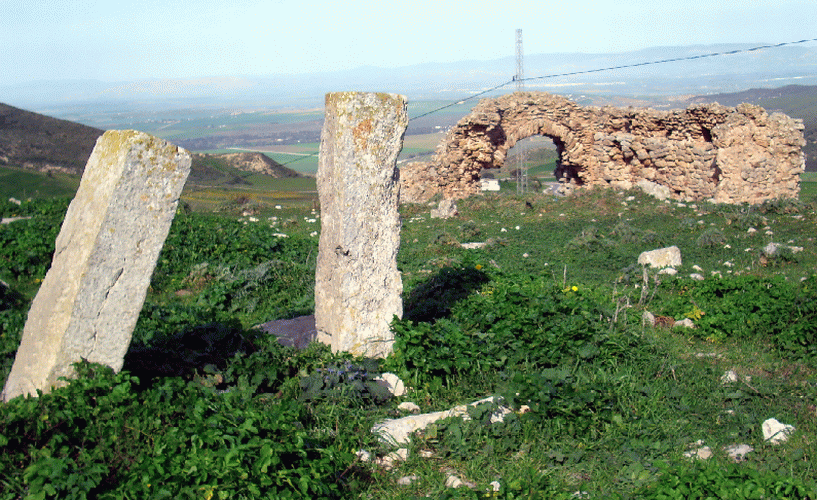
Ruines de Kouchbatia.
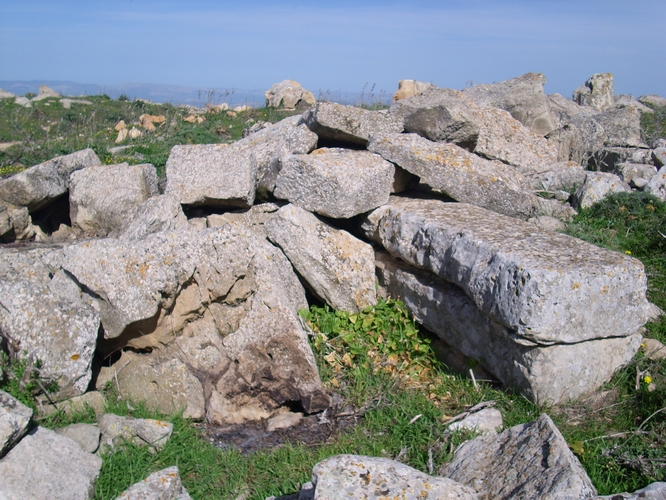
Ruines de Kouchbatia.